# Lliçons inoblidables
 Lliçons inoblidables  (original: Stand and Deliver) és una pel·lícula estatunidenca dirigida per Ramón Menéndez, estrenada el 1988. La pel·lícula és una versió novel·lada d'una història real, la del professor de matemàtiques Jaime Escalante. Edward James Olmos interpreta el paper d'Escalante en el film i ha estat nominat a l'Oscar al millor actor. Ha estat doblada al català.

## Argument
En l'àrea de l'est de Los Angeles, Califòrnia, el 1982, en un ambient que valora una solució ràpida a l'educació i l'aprenentatge, Jaume Escalante és un nou professor de l'escola secundària Garfield decidit a canviar el sistema i desafiar els estudiants a un major nivell d'assoliment. Deixant un treball estable per a un lloc com a professor de matemàtiques en una escola on la rebel·lió és alta i els professors estan més centrats en la disciplina que en els temes acadèmics, Escalante al principi, no ho porta molt bé amb els estudiants, rebent nombrosos insults i amenaces.
Conforme avança l'any, és capaç de guanyar l'atenció dels estudiants mitjançant l'aplicació de tècniques d'ensenyament innovadores. És capaç de transformar fins i tot als adolescents més problemàtics. Mentre Escalante ensenya aritmètica bàsica i àlgebra elemental i mitjana, s'adona que els seus alumnes tenen molt més potencial. Ell decideix ensenyar-los càlcul. Per fer-ho, aplica un curs d'estiu on inclou pre-càlcul de materials, àlgebra avançada, anàlisi matemàtica, i trigonometria. El càlcul s'inicia amb estudiants d'alt nivell. Malgrat la inquietud i l'escepticisme d'altres professors, que senten que "no es pot ensenyar logaritmes als analfabets," Escalante, però, desenvolupa un programa en què els seus alumnes poden arribar a aprendre càlcul en el seu últim any de secundària, i que els donarà crèdits universitaris. Aquest intens programa de matemàtiques requereix que els estudiants facin classes d'estiu, incloent els dissabtes, des de les 7 del matí fins al migdia.
Mentre que altres estudiants passen els seus estius treballant o convertint-se en pares adolescents, els estudiants d'Escalante aprenen teoremes i fórmules complexes. El contrast enorme entre la vida a casa i l'escola, però, comença a mostrar, ja que la lluita dels joves a trobar l'equilibri entre el que altres adults i especialment als seus pares esperen d'ells i les seves metes i ambicions. Diversos estudiants s'han d'enfrontar a problemes a la llar. En una escena memorable, Escalante segueix a una noia plorant, ja que deixa les aules corrent per l'escola.

## Repartiment
- Eliot: Tito
- Edward James Olmos: Jaime A. Escalante
- Estelle Harris: Estelle
- Carmen Argenziano: M. Molina
- Lou Diamond Phillips: Angel Guzman
- Andy Garcia: Dr. Ramirez

## Premis i nominacions

### Nominacions
- 1989. Oscar al millor actor per Edward James Olmos
- 1989. Globus d'Or al millor actor dramàtic per Edward James Olmos
- 1989. Globus d'Or al millor actor secundari per Lou Diamond Phillips